# Вайдею
Вайдею (рум. Vaideiu) — село у повіті Муреш в Румунії. Входить до складу комуни Огра.
Село розташоване на відстані 267 км на північний захід від Бухареста, 19 км на захід від Тиргу-Муреша, 63 км на південний схід від Клуж-Напоки, 136 км на північний захід від Брашова.

## Населення
За даними перепису населення 2002 року у селі проживали 172 особи. Усі жителі села рідною мовою назвали румунську.
Національний склад населення села:
| Національність | Кількість осіб | Відсоток |
| -------------- | -------------- | -------- |
| румуни         | 167            | 97,1%    |
| цигани         | 5              | 2,9%     |